# Trieste (famiglia)
I Trieste sono una antica famiglia di Padova di origine ebraica, presente nella città a partire dal XVI secolo fino al XX secolo, attiva nel campo tessile, bancario e assicurativo. 
Tra le più facoltose e ragguardevoli famiglie patavine, diede alla città numerosi filantropi, mecenati e intellettuali.  Fu una delle più attive famiglie del Collegio Rabbinico cittadino.

"Gru colla sua vigilanza", Blasone Casa Trieste

## Storia
La presenza della famiglia a Padova è certificata a partire dal XVI secolo con la figura di Neeria Triest, nominato capo della comunità ebraica patavina nel 1587. I Trieste, con molta probabilità, arrivarono nella città di Padova da Venezia, dove la famiglia, discendente da Gherson da Trieste (ebreo di rito tedesco). Susseguirono a Neeria altri membri della famiglia che ricoprirono la medesima carica.  Nel XVIII secolo la famiglia incominciò, come la famiglia dei Romanin-Jacur, ingenti investimenti nel settore tessile, in particolar modo nel campo serico. Nel 1730 Jacob Trieste avviò una importante attività nel circondario di Padova, che gestita dal figlio Moisè, nel 1770 contava più di seimila dipendenti cristiani, risultando per l’epoca una delle più grandi e solide aziende insieme alla filanda dei Romanin-Jacur. Nel 1797 a seguito di un’ordinanza firmata dal senato Veneziano, che proibiva agli ebrei il commercio della seta, i Trieste furono obbligati alla chiusura nonostante il fiorente sviluppo affaristico.Questi provvedimenti governativi discriminatori, molto diffusi all’ora, venivano promulgati per difendere le attività dei cristiani, meno solide finanziariamente, desiderose di acquisire il monopolio. 
Con l’occupazione napoleonica nel nord Italia a cavallo tra il XVIII e il XIX secolo, si avviò un importante processo di emancipazione, che permise alle famiglie ebraiche con larghe disponibilità economiche di fare ingenti investimenti in beni immobili. Questo fu favorito anche dalla oramai inarrestabile decadenza di una buona fetta delle famiglie dell’antica nobiltà, che sommerse da innumerevoli debiti furono costrette a vendere i loro notevoli fondi immobiliari. I Trieste insieme ad altre ragguardevoli famiglie ebraiche, con le quali era strettamente imparentata, tra cui i baroni Treves de’Bonfili, Romanin-Jacur, Luzzatto, Da Zara, Sacerdoti si resero partecipi di grossi investimenti in tal senso. Tra gli acquisti della famiglia Trieste spiccano la Villa Trieste a Vaccarino, poco fuori le porta di Padova, e le sorgenti di Abano Terme ambedue ristrutturate da Giuseppe Jappelli, all’ora uno dei più famosi e validi architetti, ideatore del celeberrimo Caffè Pedrocchi.

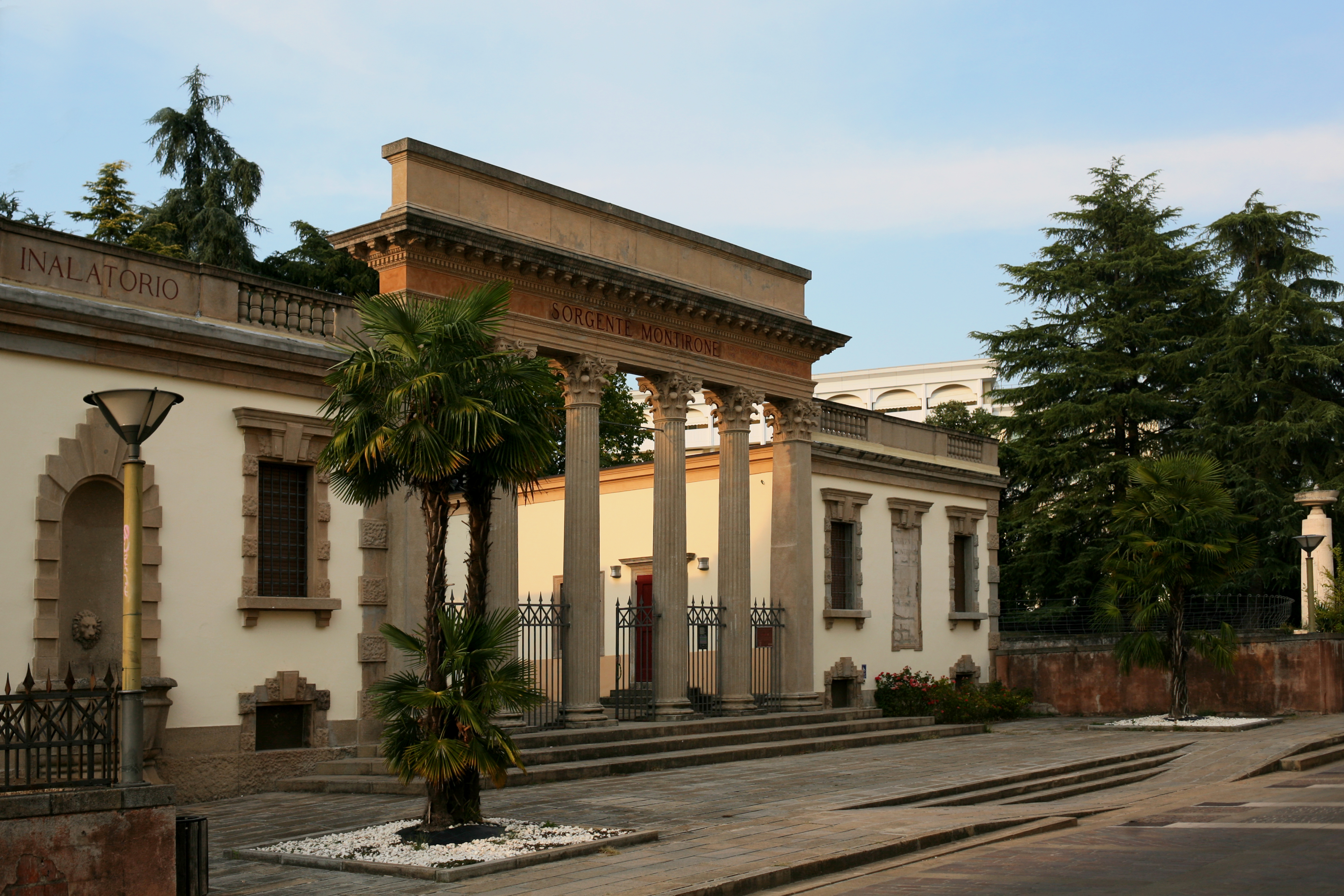
L'ingresso alle Sorgenti Montirone, di proprietà della famiglia, che le fece ristrutturare da Jappelli nel 1816

Non di minore importanza fu l’acquisizione del Giardino Trieste all'Alicorno nel 1835, all’ora il secondo giardino cittadino per estensione, anch’esso affidato all’abile Giuseppe Jappelli, che pochi anni prima si era dedicato alla progettazione del Parco Treves de' Bonfili, commissionato dai baroni Treves, cugini dei Trieste.Nel 1865 il giardino e la villa vennero sequestrate alla famiglia dal comune di Padova, che in seguito a battaglie legali fu costretto a restituire. 

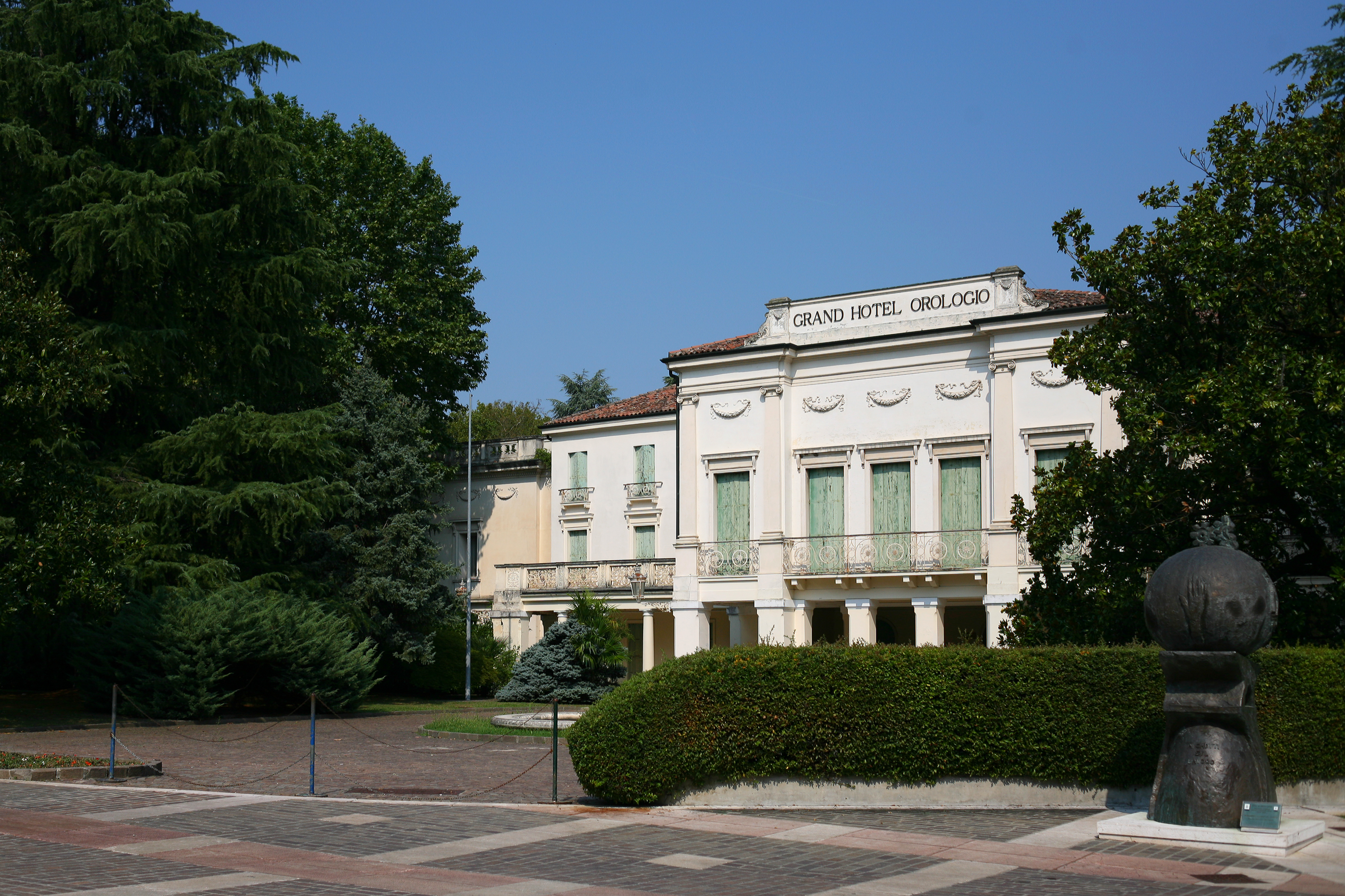
Grand Hotel Orologio ad Abano Terme fu di proprietà della famiglia Trieste

Forti delle scoperte delle sorgenti ad Abano Terme, nella prima e nella seconda metà dell’800 i Trieste acquistarono notevoli proprietà: villa Mocenigo, Grand Hotel Orologio, Hotel Todeschini, Hotel Morosini, Due Torri, Bagni Vecchi, Bagni Polcastro, Hotel Molino ed Hotel Trieste. In quest’ultimo dal 1918 fino al 1919, a seguito della disfatta di Caporetto fu sede del comando supremo militare italiano, ospitando indi per cui le maggiori figure del momento tra cui: Armando Diaz, Pietro Badoglio, Gabriele D'Annunzio, Ferruccio Parri, Giovanni Gronchi. Qui il generale Armando Diaz firmò il bollettino della vittoria, tuttora presente sulla facciata dell’albergo. Da allora su volere di Gabriele D'Annunzio la struttura è stata rinominata "Trieste e Victoria".

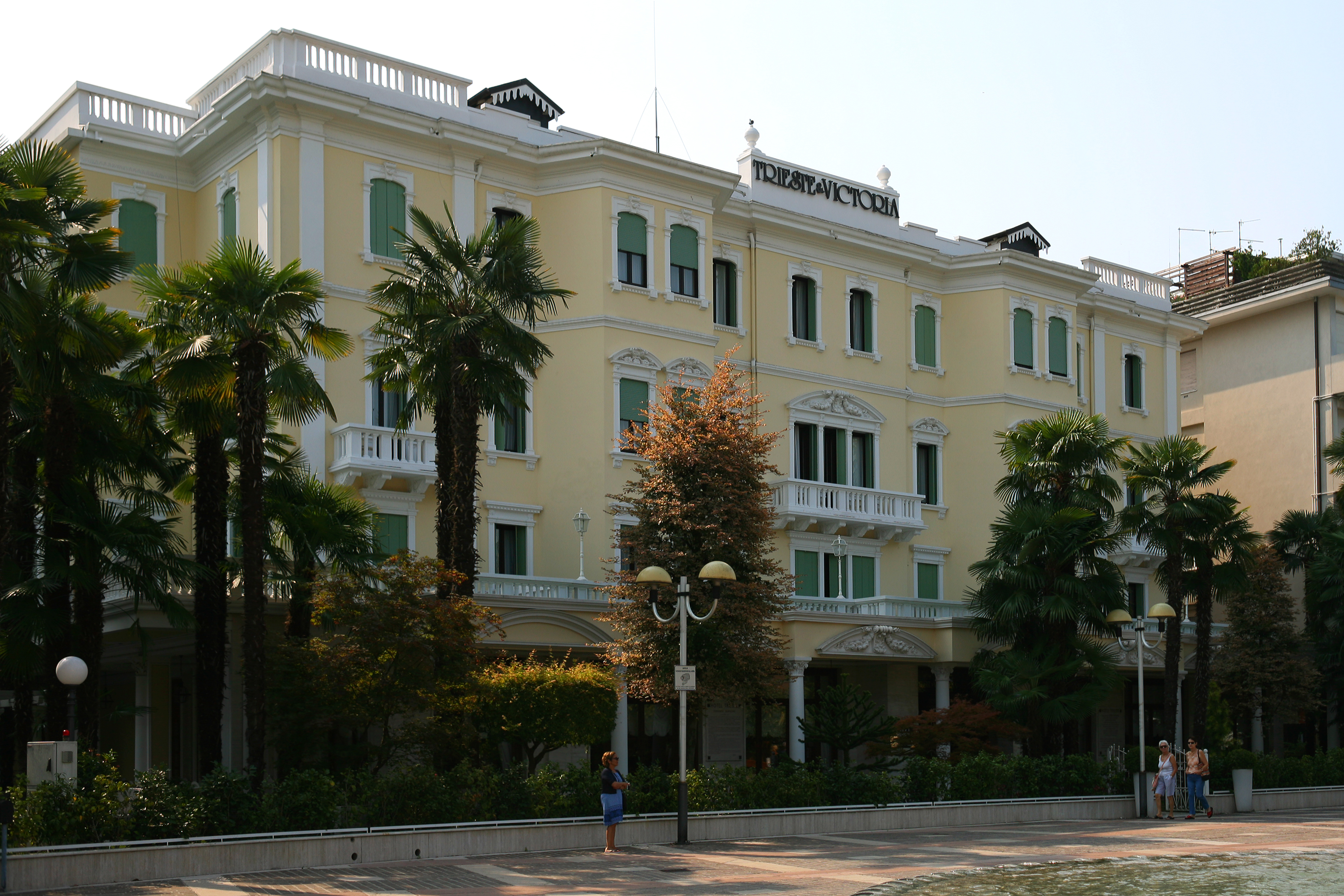
Hotel Trieste, in seguito Trieste & Victoria, di proprietà della famiglia Trieste

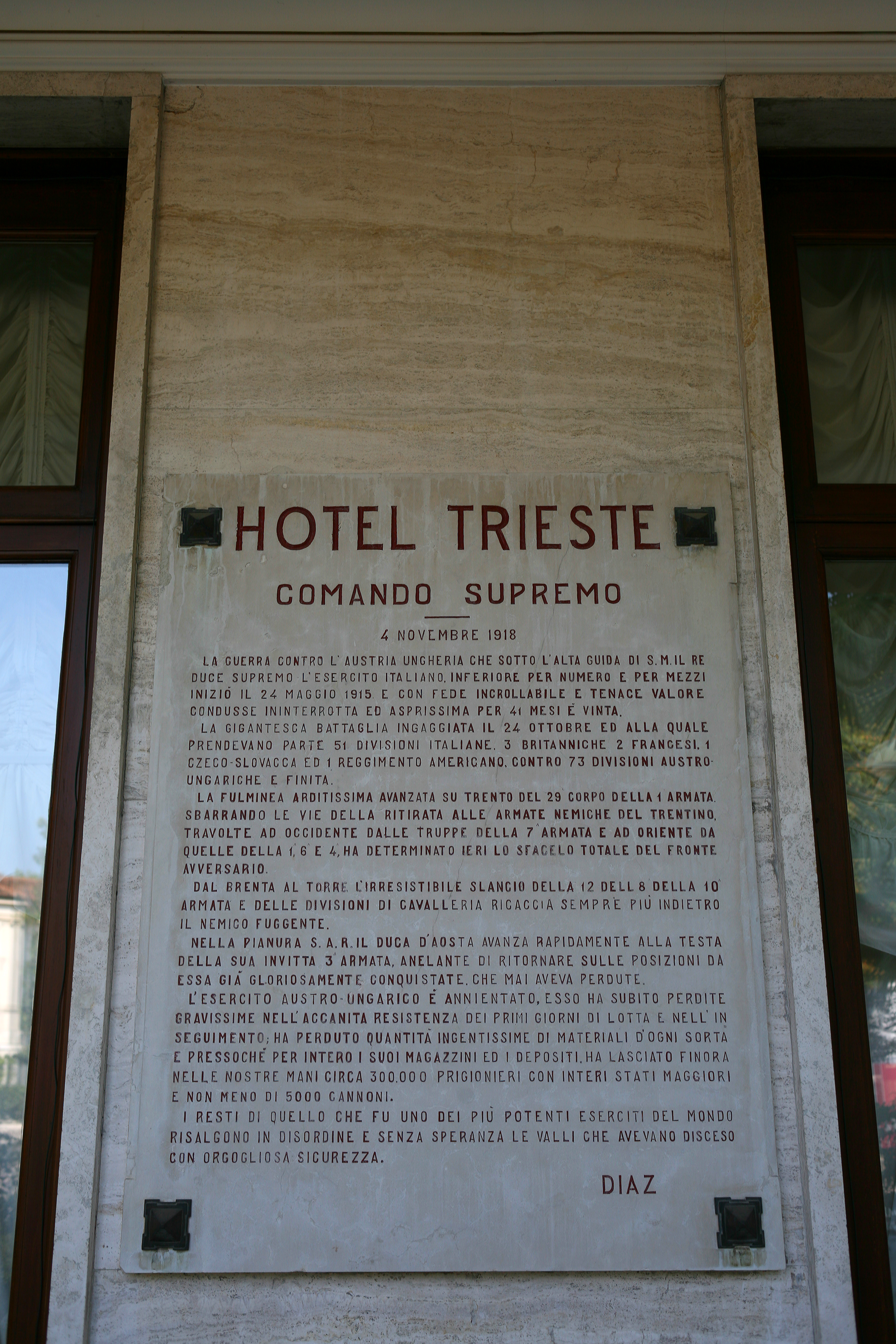
Il Bollettino della Vittoria affisso sull'Hotel Trieste

La famiglia Trieste a Padova, sin da inizio settecento viveva nel palazzo di famiglia in corte Lenguazza 370, nella parte più centrale del ghetto cittadino, ancora oggi visibile, di fronte alla sinagoga di rito tedesco, di cui erano attivi finanziatori e partecipatori. Verso l’inizio dell’800 parte della famiglia si stabilì in un nuovo palazzo neoclassico che sorgeva davanti al ponte romano Ponte san Lorenzo, di fianco al palazzo Romanin-Jacur anche conosciuto come la “Ca’ D’oro” di Padova. Del Palazzo Trieste, acquistato dall’industriale Bonajuto di Jacob Trieste dalla famiglia nobile famiglia Crescini, ad oggi rimane soltanto la facciata neoclassica in via San Francesco al numero 24. Il resto della struttura fu demolita, e al suo posto venne eretto il palazzo Storione, una delle sedi dell’Università di Padova (UNIPD). Durante la demolizione vennero staccati i magnifici affreschi “Apoteosi di Canova” eseguiti bellunese Giovanni Demin, su commissione dei Trieste, e trasportati all’interno della Banca Antoniana. I membri imparentati coi Treves si stabilirono invece in Palazzo Trieste-Treves de’ Bonfili, ove nel 1822 fu commissionato sempre a Giovanni Demin il ciclo di affreschi “Il trionfo di Rossini”, molto apprezzato da Antonio Canova. Mosè Trieste si stabilì nel Palazzo Trieste-Sacerdoti in piazze delle Erbe 2, dove nel 1813 affidò la decorazione della stanza principale del palazzo al pittore veneziano Pietro Moro ("Paesaggi" e "Narrazione di Psiche").

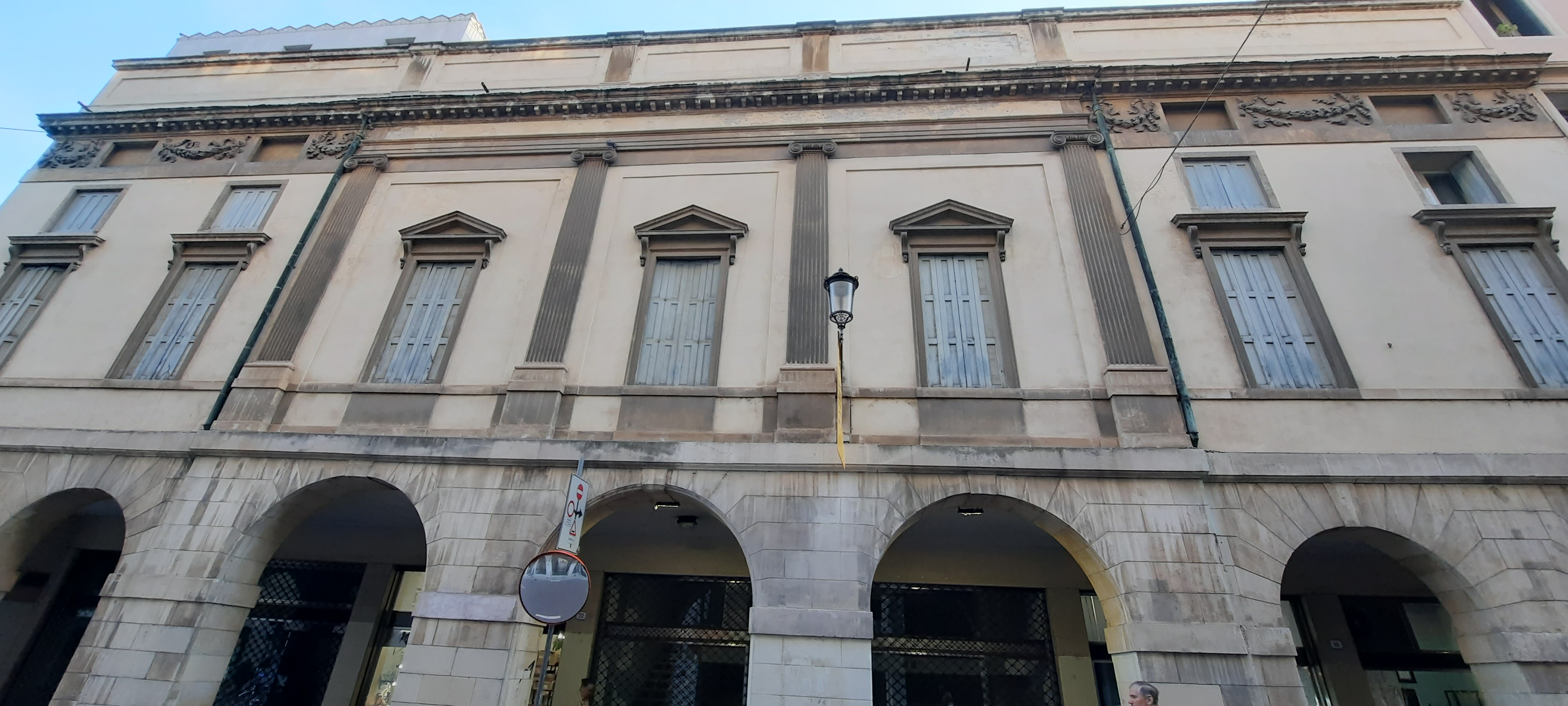
Palazzo Trieste, facciata neoclassica, via S.Francesco 16-24

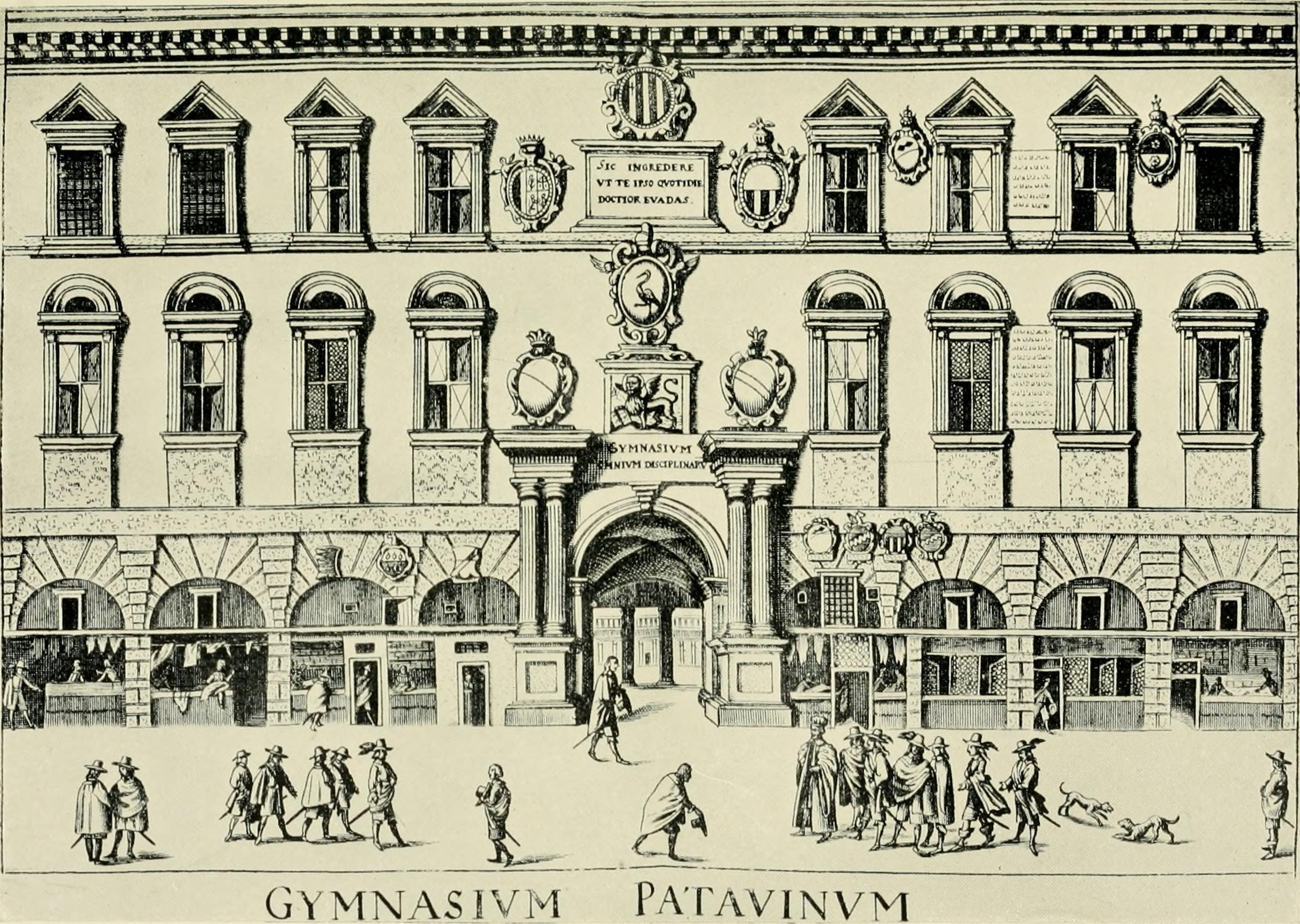
Facciata di Palazzo Bo, e lo stemma dei Trieste al centro

## Membri di Casa Trieste
Figure di spicco della famiglia Trieste a cavallo tra il ‘700 e l’800 sono i due cugini Gabriel Cervo Trieste (1775-1817), detto Gabriel Trieste senior e Gabriel Trieste juniore (1784-1860). Il primo nato da Jacob era un noto industriale, pioniere dell’industria serica, considerato dagli storici come “Una delle più cospicue dignità del regno d’Italia”, si distinse per lo spirito caritevole e filantropico per questo soprannominato da Lelio Della Torre come “Padre dei poveri”.  Oltre all’attività imprenditoriale era appassionato di mineralogia e di filosofia religiosa, sostenitore delle idee filosofiche di Moses Mendelssohn. Fu il primo direttore onorario del collegio rabbinico di Padova e dal 1811 fino al 1825 vice-presidente della I.R. Camera di Commercio di Padova.Ad entrambe le cariche gli succedette il cugino, Gabriel Trieste iuniore, imprenditore tessile che nei primi anni dell’800 aveva rilevato i fondi dei Duodo a Monselice (sino al 1916 i Trieste risultano i maggiori possidenti di Monselice con 478 ettari), dove aveva fondato nel 1846 un piccolo stabilimento con 250 operai. Nel 1836, a seguito di un provvedimento imperiale austriaco, gli ebrei furono completamente esclusi dalla mansione di Notaio, che divenne dunque esclusiva dei cristiani. Per questo lo stesso anno si riunì in Verona una assemblea di tutte le comunità ebraiche del veneto-friuli, che sotto la presidenza di Gabriel Trieste juniore, fece opposizione alla decisione presa dall’imperatore austriaco.
La generazione successiva rappresentata dai fratelli Mazo Giuseppe, Jacob Trieste e Giuseppe Consolo mantenne un ruolo centrale all’interno del collegio rabbinico. In particolare Mazo Giuseppe Trieste rappresentò la comunità di Padova nel 1882 al Congresso delle Comunità israelitiche italiane, dove propose ufficialmente la costituzione di un Istituto Rabbinico a Roma, che sarebbe divenuto punto di riferimento per tutti gli ebrei d’Italia. Egli, vicino alla figura dell’economista e giurista Luigi Luzzatti, fu anche presidente della Banca Mutua Popolare. Il fratello Jacob, anch’egli molto attivo nella vita economica della città, era stato tra i fondatori della Banca Veneta di Depositi e Conti Correnti.
Con il proseguire del novecento la famiglia Trieste uscì dal panorama patavino distribuendosi in tutta Italia ed imparentandosi con alcune famiglie dell’alta nobiltà nazionale (Archinto, Visconti, Bonacossa, Orsini, Negroni, Boncompagni Ludovisi). Tra i discendenti notabili spicca la famiglia degli Olivetti di Ivrea, nella figura di Camillo Olivetti, fondatore dell’omonima azienda.

### Mecenatismo dei Trieste
La famiglia Trieste da sempre fu molto partecipe alla vita culturale ed intellettuale della città. Frequenti erano le sontuose feste e i salotti nelle quali i Trieste ospitavano i maggiori intellettuali ed artisti veneti. Tra le figure più vicine alla famiglia spicca Giuseppe Jappelli, che da quest’ultima ricevette numerose commissioni. Molto importante l’interesse di numerosi membri per la botanica e per l’agricoltura.  I Trieste infatti furono tra i primi sostenitori e fondatori della “Società di cultura e incoraggiamento” di Padova, che si preoccupò di risolvere i vari problemi legati alla irrigazione dei campi e ad incentivare di conseguenza l’agricoltura nel territorio veneto.
Notevole fu l’interesse risposto dalla famiglia nell’incentivare l’arte e la cultura nella città. Gabriel Trieste iuniore donò nei primi anni dell’800 24.000 lire austriache per incentivare l’arte tra i giovani artisti ebrei. Nel 1850 inoltre istituì un concorso con premio di mille fiorini per la pubblicazione di una storia completa della comunità israelita.
 

I Trieste furono anche degli importantissimi investitori e promotori degli studi sui benefici delle acque termali.  Questa loro partecipazione fu determinante per lo sviluppo della località di Abano Terme, dove la famiglia era una delle maggiori possidenti. A inizio ottocento infatti Moisè Trieste aveva acquisito le Sorgenti Montirone  che fece ristrutturare al Jappelli. L'acquisizione e la ristrutturazioni delle sorgenti suscitò l'interesse dell'imperatore d'Austria Francesco II d'Asburgo-Lorena che ivi si recò in visita il 20 luglio 1825. In commemorazione Jappelli progettò la celebre colonna dorica (divenuta in seguito simbolo di Abano Terme e tuttora presente nello stemma della città) sormontata da una coppa su cui si avvolge un serpente: simbolo che rimanda ad Igea, all'eternità e alla rinascita. Su di essa fu posta la seguente iscrizione commemorativa: 

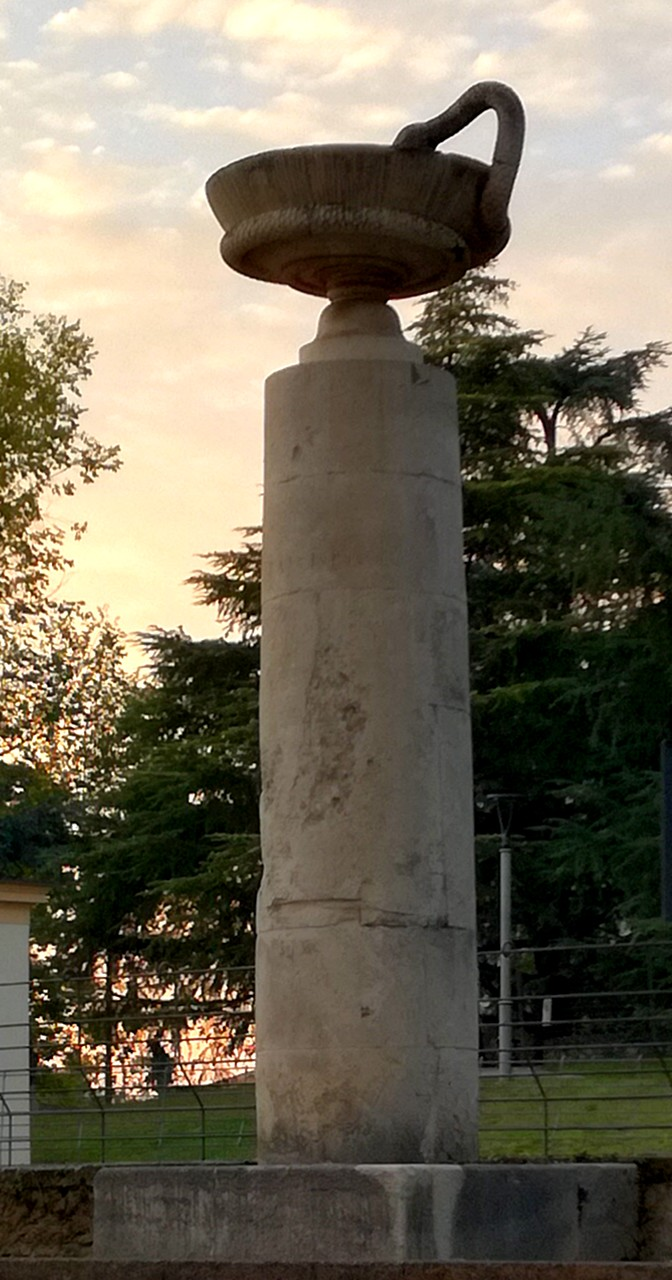
La colonna di Jappelli oggi

Nell'estate del 1848 venne ospitato negli stabilimenti termali di Gabriel Trieste, l'arciduca d'Austria Ranieri Giuseppe d'Asburgo-Lorena con la moglie Maria Elisabetta di Savoia-Carignano.  Durante questa permanenza l'arciduca fu condotto nella vicina località di Costa d'Arquà, dove scaturiva un fonte di acqua solforosa, in prossimità della quale su sua decisione, fu costruito un saccello termale nella proprietà dei Trieste. Questo incarico venne affidato all'abile mano di Giuseppe Jappelli. Gabriel Trieste ottenne la speciale concessione dell'arciduca Ranieri Giuseppe d'Asburgo-Lorena di diffondere le acque estratte dalla fonte con la dicitura "Acqua solforosa raineriana euganea".

### Attività filantropiche
I Trieste si distinsero dalle altre famiglie cittadine per lo spiccato senso morale dei suoi membri che si resero partecipi di numerose donazioni ed opere pie. I Trieste nell’800 avevano fondato il “Pio Istituto di educazione e di asilo per le fanciulle israelite”.Questo istituto aveva sede in un palazzo donato alla comunità da Gabriel Trieste iuniore. La maggiore sostenitrice di questo progetto fu Allegra Trieste in Sanguinetti, intima amica della Baronessa Enrichetta Treves de’Bonfili, la quale garantiva donazioni annue di 2700 lire austriache.  Oltre a ciò la famiglia si occupò sempre dei poveri ebrei della comunità attraverso molteplici ed assidue donazioni. Questo lo si può evincere anche dai necrologi di vari membri di casa Trieste, ricordati per le loro generose donazioni alla comunità.
Nel 1838 si abbatté sulla città di Padova l’epidemia di colera. I Trieste decisero dunque di smantellare gli interni della loro Villa a Piazzola sul Brenta, e di allestire all’interno un ospedale che potesse garantire le cure ai poveri ammalati.  Le spese delle attrezzature, dei medici furono interamente poste a carico dalla famiglia. Per questo i cittadini di Piazzola sul Brenta ne furono riconoscenti e intitolandone una via, ancora oggi presente a Vaccarino.
Nel 1883 per lascito di Leone Trieste, i principali 400 gioielli della famiglia vennero donati al comune di Padova. Ad oggi sono esposti presso i Musei civici di Padova, noti come il “Tesoro Trieste”.

## Partecipazioni notevoli
I Trieste furono tra i primi finanziatori e soci dell’Azienda di Assicurazione di Trieste, nota semplicemente come Assicurazioni Generali, oggi una delle più grandi compagnie mondiali di assicurazione.

## Tavole genealogiche di Casa Trieste
|                                            |                                            |                                       |                                                                            |                                                                            |                                                 |                                                                      |                                                                  |                                                                  |                                                          |                                                             |                                                             |                                        |                                        |                                     |                                     |                          |                     |
|                                            |                                            |                                       |                                                                            |                                                                            |                                                 | Neeria I Triest Capo della Comunità ebraica di Padova nel XVI secolo |                                                                  |                                                                  |                                                          |                                                             |                                                             |                                        |                                        |                                     |                                     |                          |                     |
|                                            |                                            |                                       |                                                                            |                                                                            |                                                 |                                                                      |                                                                  |                                                                  |                                                          |                                                             |                                                             |                                        |                                        |                                     |                                     |                          |                     |
|                                            |                                            |                                       |                                                                            |                                                                            |                                                 |                                                                      |                                                                  |                                                                  |                                                          |                                                             |                                                             |                                        |                                        |                                     |                                     |                          |                     |
|                                            |                                            |                                       | Isacco Trieste                                                             | Isacco Trieste                                                             |                                                 |                                                                      | Jacob I Trieste                                                  | Jacob I Trieste                                                  | Iechiel Trieste                                          | Iechiel Trieste                                             |                                                             |                                        |                                        |                                     |                                     |                          |                     |
|                                            |                                            |                                       |                                                                            |                                                                            |                                                 |                                                                      |                                                                  |                                                                  |                                                          |                                                             |                                                             |                                        |                                        |                                     |                                     |                          |                     |
|                                            |                                            |                                       |                                                                            |                                                                            |                                                 |                                                                      |                                                                  |                                                                  |                                                          |                                                             |                                                             |                                        |                                        |                                     |                                     |                          |                     |
|                                            |                                            |                                       | Neeria II Trieste Capo della Università ebraica dal 1583                   | Neeria II Trieste Capo della Università ebraica dal 1583                   |                                                 |                                                                      | Neeria III Triest Capo della Università ebraica dal 1587         | Neeria III Triest Capo della Università ebraica dal 1587         | Neeria IV Trieste Capo della Università ebraica dal 1590 | Neeria IV Trieste Capo della Università ebraica dal 1590    |                                                             |                                        |                                        |                                     |                                     |                          |                     |
|                                            |                                            |                                       |                                                                            |                                                                            |                                                 |                                                                      |                                                                  |                                                                  |                                                          |                                                             |                                                             |                                        |                                        |                                     |                                     |                          |                     |
|                                            |                                            |                                       |                                                                            |                                                                            |                                                 |                                                                      |                                                                  |                                                                  |                                                          |                                                             |                                                             |                                        |                                        |                                     |                                     |                          |                     |
|                                            |                                            |                                       | Isacco Trieste Capo della Università ebraica dal 1630                      | Isacco Trieste Capo della Università ebraica dal 1630                      | Meir Maso Trieste vivente nel 1615              | Meir Maso Trieste vivente nel 1615                                   |                                                                  |                                                                  |                                                          | Moisè I Trieste Capo della Università ebraica dal 1655      | Moisè I Trieste Capo della Università ebraica dal 1655      |                                        |                                        |                                     |                                     |                          |                     |
|                                            |                                            |                                       |                                                                            |                                                                            |                                                 |                                                                      |                                                                  |                                                                  |                                                          |                                                             |                                                             |                                        |                                        |                                     |                                     |                          |                     |
|                                            |                                            |                                       |                                                                            |                                                                            |                                                 |                                                                      |                                                                  |                                                                  |                                                          |                                                             |                                                             |                                        |                                        |                                     |                                     |                          |                     |
|                                            |                                            |                                       |                                                                            | Isacco Trieste vivente nel 1615                                            | Isacco Trieste vivente nel 1615                 | Giuseppe Trieste vivente nel 1627                                    | Giuseppe Trieste vivente nel 1627                                |                                                                  |                                                          | Jacob II Trieste imprenditore serico con seimila dipendenti | Jacob II Trieste imprenditore serico con seimila dipendenti |                                        |                                        |                                     |                                     |                          |                     |
|                                            |                                            |                                       |                                                                            |                                                                            |                                                 |                                                                      |                                                                  |                                                                  |                                                          |                                                             |                                                             |                                        |                                        |                                     |                                     |                          |                     |
|                                            |                                            |                                       |                                                                            |                                                                            |                                                 |                                                                      |                                                                  |                                                                  |                                                          |                                                             |                                                             |                                        |                                        |                                     |                                     |                          |                     |
|                                            |                                            |                                       |                                                                            | Giuseppe Trieste                                                           | Giuseppe Trieste                                | Gabriele I Trieste sp. Anna Luzzatto                                 | Gabriele I Trieste sp. Anna Luzzatto                             |                                                                  |                                                          |                                                             |                                                             |                                        |                                        | Moisè II Trieste sp. Perla Luzzatto | Moisè II Trieste sp. Perla Luzzatto |                          |                     |
|                                            |                                            |                                       |                                                                            |                                                                            |                                                 |                                                                      |                                                                  |                                                                  |                                                          |                                                             |                                                             |                                        |                                        |                                     |                                     |                          |                     |
|                                            |                                            |                                       |                                                                            |                                                                            |                                                 |                                                                      |                                                                  |                                                                  |                                                          |                                                             |                                                             |                                        |                                        |                                     |                                     |                          |                     |
|                                            |                                            |                                       | Jacob III Trieste sp. Ricca Bassano                                        | Jacob III Trieste sp. Ricca Bassano                                        |                                                 |                                                                      | Maso Trieste sp. Smeralda Coen, capo dell'Università degli ebrei | Maso Trieste sp. Smeralda Coen, capo dell'Università degli ebrei | Moisè III Trieste                                        | Moisè III Trieste                                           |                                                             | Jacob IV Trieste sp. Laura della Volta | Jacob IV Trieste sp. Laura della Volta | Maso Trieste sp. Bona Trieste       | Maso Trieste sp. Bona Trieste       | Stella Trieste Coen      | Stella Trieste Coen |
|                                            |                                            |                                       |                                                                            |                                                                            |                                                 |                                                                      |                                                                  |                                                                  |                                                          |                                                             |                                                             |                                        |                                        |                                     |                                     |                          |                     |
|                                            |                                            |                                       |                                                                            |                                                                            |                                                 |                                                                      |                                                                  |                                                                  |                                                          |                                                             |                                                             |                                        |                                        |                                     |                                     |                          |                     |
|                                            | Ramo Trieste-Sanguinetti-Pontremoli ·      | Ramo Trieste-Sanguinetti-Pontremoli · | Gabriel Cervo Trieste Direttore dell'Istituto Convitto Rabbinico di Padova | Gabriel Cervo Trieste Direttore dell'Istituto Convitto Rabbinico di Padova | Bonajuto Trieste nato nel 1775 e morto nel 1849 | Bonajuto Trieste nato nel 1775 e morto nel 1849                      | Gabriel Trieste Presidente della Camera di Commercio di Padova   | Gabriel Trieste Presidente della Camera di Commercio di Padova   | Ramo Trieste-Boncompagni Ludovisi ·                      | Ramo Trieste-Boncompagni Ludovisi ·                         | Ramo Trieste-Olivetti ·                                     | Ramo Trieste-Olivetti ·                | Ramo Trieste-Visconti ·                | Ramo Trieste-Visconti ·             | Ramo Trieste-Sacerdoti ·            | Ramo Trieste-Sacerdoti · |                     |
|                                            |                                            |                                       |                                                                            |                                                                            |                                                 |                                                                      |                                                                  |                                                                  |                                                          |                                                             |                                                             |                                        |                                        |                                     |                                     |                          |                     |
|                                            |                                            |                                       |                                                                            |                                                                            |                                                 |                                                                      |                                                                  |                                                                  |                                                          |                                                             |                                                             |                                        |                                        |                                     |                                     |                          |                     |
| Maso Giuseppe Trieste Capo dell'Università | Maso Giuseppe Trieste Capo dell'Università | Ramo Trieste-Romanin Jacur ·          | Ramo Trieste-Romanin Jacur ·                                               | Ramo Trieste-Treves de Bonfili ·                                           | Ramo Trieste-Treves de Bonfili ·                | Ramo Trieste-Sacerdoti ·                                             | Ramo Trieste-Sacerdoti ·                                         |                                                                  |                                                          |                                                             |                                                             |                                        |                                        |                                     |                                     |                          |                     |

## Blasonatura
Lo stemma simbolico utilizzato dalla famiglia Trieste è presente in tre versioni:
1. “Una gru”
2. “Una gru con la sua vigilanza recante nel becco un ramoscello d’ulivo”
3. “Gru del Campo colla sua vigilanza”

## Palazzi
- Villa Trieste a Vaccarino, Piazzola sul Brenta, progettata da Giuseppe Jappelli;
- Villa Trieste-Pachierotti-De Benedetti a Limena costruita nel XVII secolo; [30]
- Villa e Giardino Trieste Treves de Bonfili  all’Alicorno, progettato da Giuseppe Jappelli;
- Palazzo Trieste, corte Lenguazza 317;
- Palazzo Trieste, ponte san Paolo, ex palazzo Crescini e Collalto;
- Palazzo Trieste, piazza delle erbe;
- Villa Duodo, Monselice;
- Villa Mocenigo, Abano Terme.